# П'єтро Помпонацці
П'єтро Помпонацці (італ. Pietro Pomponazzi) (16 вересня 1462, Падуя, Венеційська республіка — 18 травня 1525, Болонья, Папська область) — італійський філософ-схоласт періоду ренесансного реалізму; представник філософської школи александристів.

## Біографія
Народився в Мантуї 16 вересня 1462 року. Навчався в Падуанському університеті, де 1478 року здобув науковий ступінь доктора медицини. Наступного року став професором Падуанського університету. Викладав природну філософію, надаючи перевагу читанню й коментуванню праць Арістотеля. Виступав проти Алессандо Акіліні, який спирався на вчення Аверроеса. 1509 року воєнні дії та Ліга Камбраї змусили його залишити Падую. Після перебування в Феррарі в 1510 році, Помпонацці зупинився в Болоньї, де перебував у 1511 та 1512 роках. Тут він викладав у місцевому університеті та почав писати власні філософські твори.
Філософська концепція Помпонацці спирається на ідеї матеріалізму. Він наполягав на тому, що певна кількість фактів, які можуть здаватися дивовижними, насправді є реалізацією природного порядку та природних законів, ще мало відомих людині (магнетизм тощо.)
Він полемізував з церквою та зазнавав переслідувань з її боку за твердження, що хоч за вченням церкви і Євангелієм людська душа безсмерта, за доктриною Арістотеля вона є смертною. Його трактат «Про безсмертя душі» був публічно спалений інквізиторами у Венеції та ввійшов до списку заборонених творів, укладеного на Тридентському соборі. Помпонацці протегував кардинал П'єтро Бембо. Після розгляду інквізицією Помпонацці змушений був внести зміни, які від нього вимагали церковні цензори. Твір Помпонацці «Причини див природи або зачарування» був опублікований лише через тридцять років після смерті філософа завдяки зусиллям Гульєльмо Гратароло.
Помпонацці помер 1525 року в Болоньї, проте його учень Ерколе Гонзага (син Франческо II Гонзага) перевіз прах Помпонацці до Мантуї, де той був похований в церкві Святого Франциска.

## Твори
- De intensione et remissione formarum 1514
- De reactione 1515
- De actione reali 1515
- Tractatus de immortalitate animae 1516
- Apologia contra Contarenum 1518
- Defensorium adversus Augustinum Niphum 1519
- In libros (scil Aristotelis) de anima 1520
- La psicologia di P.P.: commento al De anima di Aristotele 1877
- De naturalium effectuum admirandorum causis sive de incantationibus liber 1520
- Tracatus de nutritione et augmentatione 1521
- Dubitationes in IV. Meteorologicorum Aristotelis librum 1563